# ふたつの愛
『ふたつの愛』（ふたつのあい）は、NHK総合テレビジョン「水曜シリーズドラマ」で1998年8月26日から9月30日まで放送されたテレビドラマ。NHK大阪制作。

## キャスト
伊野原雪子
演 - 田中好子
伊野原亨
演 - 沢田研二
華世
演 - 河合美智子
雪子の妹
滝沢章吾
演 - 菊池隆則
その他
演 - 桂米朝、角野卓造、香川京子、國村隼、佐川満男、田尾佳澄、阿佐愛子、都倉浩

## スタッフ
- 作 - 大石静[1]
- 音楽 - 梅林茂[1]
- 演出 - 長沖渉[1]、出水有三[1]

## サブタイトル
1. 告白
2. 疑惑
3. 抱擁
4. 失踪
5. 再会
6. 真実